# بونتي ديل أوليو
بونتي ديل أوليو (بالإيطالية: Ponte dell'Olio)‏ هي بلدية في مقاطعة بياتشنزا في إقليم إميليا رومانيا الإيطالي.

## السكان
في سنة 1861 بلغ عدد السكان 3٬656 نسمة، وتطور العدد ليصل في سنة 2011 لـ 4٬936 نسمة.
يظهر هذا المخطط البياني تطور النمو السكاني لـ بونتي ديل أوليو

## أعلام
- ماركو أندريولي
- إيزابيلا فيراري